# 古拉里耶
古拉里耶（Gulariya），是印度北方邦Budaun县的一个城镇。总人口4886（2001年）。

## 人口
该地2001年总人口4886人，其中男性2627人，女性2259人；0—6岁人口840人，其中男458人，女382人；识字率43.76%，其中男性为51.47%，女性为34.79%。